# سلی‌جرد
سلی جرد (ساوه)، روستایی از توابع بخش مرکزی شهرستان ساوه در استان مرکزی ایران است.

## جمعیت
این روستا در منطقه کوهیایه شهرستان ساوه  قرار دارد و براساس سرشماری عمومی نفوس و مسکن ایران  در سال ۱۳۸۵، جمعیت آن ۹۰ نفر (۲۲خانوار) بوده‌است
نام این روستا برگرفته از ساختارش به خاطر در امان مانده از سیلابها بر روی تپه  سیل گرد (یعنی سیل به دور ان) که بعدها به سیلجرد تغیر نام داده است و میتوان از اولین ساکنان ان از خانواده دنیا قولی نام برد
(زبان محلی این روستا عموما ترکی اذری است)
این روستا از نظر مساحت یکی از بزرگترین روستاهای استان مرکزی میباشد از شمال به قله رستم تختی از غرب به روستای باغشاهی از شرق به کوههای هم جوار روستای ورده و از جنوب به خط اتوبان همدان
این روستا از پراکندگی مزارعی همچون (جان اقا، خرمیز ،تیر اباد، گمبز تپه ،هفت چنار ، ساری چای ،کلک بولاغی ،علی پاشا،منزلک،....)برخوردار است